# Daniel Gormally

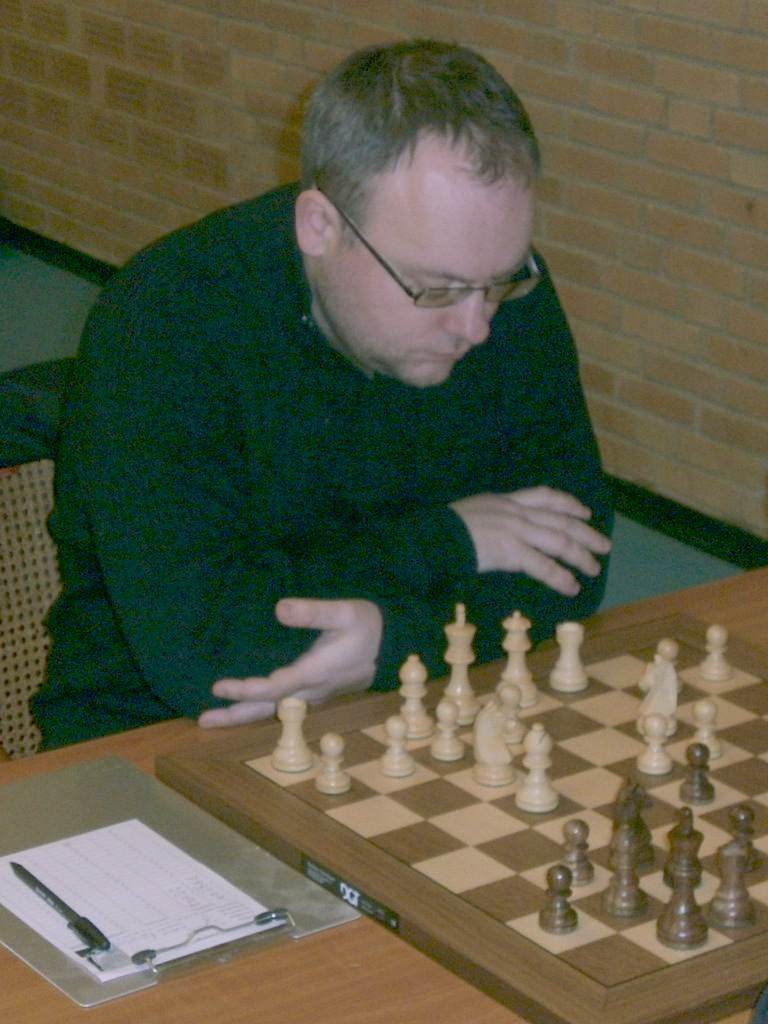
Gormally in Groningen (2012)

Daniel Gormally (4 mei 1976) is een Britse schaker met een FIDE-rating van 2568 in 2005 en 2497 in 2016. Hij is een grootmeester.
Gormally werd in 1997 Internationaal Meester (IM), sinds 2005 is hij grootmeester (GM). De GM-normen behaalde hij in augustus 2000 bij de Ron Banwell Masters in Londen, het Hastings schaaktoernooi 2002/03 en in 2005 bij de Gibtelecom Masters in Gibraltar. In 2006 werd hij Brits meester in snelschaken.
Van 24 september t/m 2 oktober 2005 speelde hij mee in het 14e Monarch Assurance toernooi op het eiland Man waar hij met 6 uit 9 op de tiende plaats eindigde.
Hij was lid van het Engelse team bij de Schaakolympiade van 2006 en verliet het toernooi voortijdig na de Armeense grootmeester Levon Aronian te hebben gestompt vanwege dansen met de Australische vrouwelijke schaakmeester (Woman International Master) Arianne Caoili bij een van de sociale avonden; Gormally had gedronken.
In september 2006 eindigde hij op een gedeelde tweede plaats met Luke McShane, Stephen J. Gordon, Gawain Jones, Šarūnas Šulskis, Luís Galego, Klaus Bischoff en Karel van der Weide bij het tweede Open toernooi voor schakers uit de EU in Liverpool.
In november 2006 was Gormally gedeeld eerste op het Britse kampioenschap rapidschaak.
In 2014 behaalde hij een tweede plaats bij het e2e4 West Bromwich Congress.
In 2015 was hij gedeeld tweede met David Howell en Nicholas Pert in het 102e Britse schaakkampioenschap (4e na tie-break).
In 2015 was hij drie keer deelnemer aan de tv-kwis Fifteen To One en één keer aan The Chase.

## Nationale team
Voor het Engelse nationale team werd hij in 2005 ingezet bij het Europees schaakkampioenschap voor landenteams, aan het derde bord en bij de voortijdig door hem verlaten Schaakolympiade 2006 aan het vierde bord.

## Schaakclubs
In de Britse Four Nations Chess League speelde Gormally in seizoen 1994/95 voor de Invicta Knights Maidstone, in seizoen 1995/96 voor Croydon, van 1996 tot 1999 opnieuw voor de Invicta Knights Maidstone, waarmee hij tevens deelnam aan het toernooi om de Europese Clubbeker 1998, van 1999 tot 2004 voor Guildford A&DC, waarmee hij Four Nations Chess League Meester 2004 werd, van 2004 tot 2006 voor Wood Green, waarmee hij Four Nations Chess League Meester 2005 en 2006 werd, in 2006/07 voor Hilsmark Kingfisher, in 2007/08 voor Richmond, van 2010 tot 2012 voor Cheddleton, sinds 2012 speelt hij voor Blackthorne Russia. In de Franse clubcompetitie speelde Gormally in 2001/02 voor Echiquier Nanceien.

## Boeken
- Gormally, Danny; Kosten, Tony (1999). Easy Guide to the Najdorf. Everyman Chess. ISBN 1857445295
- Gormally, Danny (2010). Calculate Like a Grandmaster. Batsford. ISBN 9781906388690